# مارینه دینیان
مارینه دینیان (ارمنی: Մարինե Դեինյան؛  زادهٔ ۲۸ اوت ۱۹۶۲) خواننده اپرا سوپرانو اهل ارمنستان است.

## زندگی‌نامه
وی در ۲۸ اوت ۱۹۶۲ در ایروان به دنیا آمد و از کالج دولتی موسیقی رومانوس ملیکیان و کنسرواتوار دولتی کومیتاس ایروان فارغ‌التحصیل گشت. همچنین برندهٔ جوایزی همچون هنرمند افتخاری جمهوری ارمنستان و نشان افتخار جمهوری ارمنستان شده‌است.